# شاهدخت ناکاشی
شاهدخت ناکاشی (انگلیسی: Princess Nakashi; – بعد از  455) یکی از  امپراتریس‌های ژاپن، همسر امپراتور آنکو اهل ژاپن بود.